# A210 (motorväg, Tyskland)
A210 är en motorväg i norra Tyskland som går mellan Rendsburg och Kiel.

## Trafikplatser
|  | Nr | Skyltning                       |
|  | 1  | Osterrönfeld                    |
|  | 2  | Schacht-Audorf                  |
|  | 3  | Rendsburg(Fyrvägskorsning) E 45 |
|  | 4  | Bredenbek                       |
|  |    | Hasenmoor/Neunordsee            |
|  | 5  | Achterwehr                      |
|  | 6  | Melsdorf                        |
|  | 7  | Kiel-West (Fyrvägskorsning)     |
|  | 8  | Mettenhof-Süd                   |